# Coleophora colutella
Coleophora colutella é uma espécie de mariposa do gênero Coleophora pertencente à família Coleophoridae.